# Seleção Monegasca de Voleibol Masculino
A seleção monegasca de voleibol masculino é uma equipe europeia composta pelos melhores jogadores de voleibol do Principado de Mônaco. A equipe é mantida pela Federação de Voleibol de Mônaco (Fédération Monegasque de Volleyball). A equipe não consta no ranking mundial da FIVB segundo dados de 4 de janeiro de 2012.